# 北方鶴鴕
北方鶴鴕（學名：Casuarius unappendiculatus），又稱單垂鶴鴕，站立時身高可達1.6公尺，頸部為金色，這點跟雙垂鶴鴕不同，且體型亦比其小，這種鳥分佈在紐幾內亞北部。